# Blood Wake
Blood Wake est un jeu vidéo d'action sorti en même temps que la console Xbox, dont il faisait partie du line-up. Il a été développé par Stormfront Studios et édité par Microsoft Game Studios.
L'action de Blood Wake se déroule dans la mer du Dragon, mer fictive. Cependant, les bâtiments et les personnages ont un type asiatique, ce qui laisse penser que cette mer se trouverait plutôt en Asie du Sud-Est. L'histoire est celle de Shao Kai, un jeune lieutenant d'une faction nommée Ligue du Nord qui, à la suite d'une trahison, voit son escadron détruit et tous ses hommes massacrés en pleine mer. Recueilli par un clan pirate baptisé par Clan de l'Ombre, il décide de combattre aux côtés du chef des pirates, Ped Zeng, dans l'espoir de se venger du commanditaire de l'assaut : l'amiral putschiste Shao Lung, frère de Kai.
Le jeu met en scène des affrontements de petits navires puissamment armés. Le scénario est composé de 28 missions, divisées en 6 actes, chacun représentant un tournant important de l'intrigue. Le joueur contrôle un navire piloté par Shao Kai et son copilote Ahmed, et doit remplir les missions pour le compte du Clan de l'Ombre. Chaque type de navire existe généralement en plusieurs classes, chacune ayant ses spécificités et son propre armement.

## Trame

### Univers
L'univers de Blood Wake prend place dans la mer du Dragon, mer fictive. Trois factions sont en guerre dans ses eaux et se partagent chacune une partie du territoire. La Ligue du Nord, puis l'Empire de Fer, occupent le nord de la mer, où se trouvent la baie de Kun, le détroit d'Emerald, la baie de Black Moon et la rivière de Sang, cours d'eau au bout duquel se trouve la forteresse secrète de Shao Lung, chef de l'Empire de Fer. Le Royaume de Jade détient l'est de la mer, où se trouvent la rivière Nagau, où est situé le port éponyme, bastion de Lord Brana, roi du Royaume de Jade; et l'île de Kerang (disputée avec le Clan de l'Ombre). Le Clan de l'Ombre de Ped Zeng contrôle quant à lui les îles du sud (Maghrib et Suei Pu) de la mer et est allié avec de petits villages côtiers de la région (îles Spirales).

### Scénario
Shao Kai, lieutenant loyaliste de la Ligue du Nord, perd son escadron dans une attaque traître lancée par la flottille de l'amiral Shao Lung, son frère, qui souhaite prendre le pouvoir de la Ligue. L'attaque est menée par trois navires : le Basilisk, l'Octopus et le Dragon, vaisseau amiral de Lung. Shao Kai est l'unique survivant et est recueilli par les hommes de Ped Zeng, qui lui propose de faire ses preuves pour entrer dans le Clan de l'Ombre. Kai, accompagné de son copilote Ahmed, mène quelques raids contre le Royaume de Jade, puis passe avec succès l'épreuve du feu, un tour de la base du Clan de l'Ombre en un temps limité sur un navire désarmé. À la suite de sa victoire, Kai est promu capitaine, et continue à mener des raids de plus grande importance contre le Royaume de Jade. Entretemps, Lung a pris le contrôle de la Ligue du Nord et s'est autoproclamé Khan du nouvel Empire de Fer et s'est, de plus, doté d'une arme magique : la Griffe du Dragon, permettant de détruire une flotte avec une grande efficacité. Kai, en protégeant un village côtier, se venge du Basilisk, un des navires responsables de l'attaque sur son escadron.
Brana, lassé par les attaques du Clan de l'Ombre, envahit leur base, qui, malgré la défense farouche des pirates, plie sous l'attaque des jonques du Royaume de Jade. Ped Zeng jette son dévolu sur Kerang, île possédant une crique idéale pour l'établissement d'une nouvelle base. Le Clan de l'Ombre investit l'île, alors contrôlée par une faible flotte du Royaume de Jade, et reprend ses raids. Shao Kai coule deux cargos de munitions de Lord Brana dans sa propre base, puis Ped Zeng décide d'ordonner un strict blocus de Port Nagau afin de contraindre Brana à abandonner la guerre. Après plusieurs batailles, le Royaume de Jade est contraint de battre en retraite et négocie une trêve avec le Clan de l'Ombre, puis une alliance militaire pour lutter contre les velléités expansionnistes de l'Empire de Fer. Durant les négociations, tenues dans un temple maritime, l'Octopus et son escadron tente d'assassiner Brana et Lady Helen, représentante de Ped Zeng. L'attaque est écrasée par les défenseurs des deux factions désormais alliées. Shao Kai a également pour mission de rechercher les pièces d'un talisman dont il ne possède qu'une seule des 5 parties : le Bouclier aux Cinq Âmes, talisman magique et seule protection contre la Griffe du Dragon.
La première action de la nouvelle alliance est d'envoyer Shao Kai à Black Moon, récemment envahie par l'Empire de Fer, pour récupérer une partie des joyaux de la couronne de Brana, nécessaires pour financer l'effort de guerre. L'objectif de la guerre est d'abord de couper la voie d'approvisionnement en opium de l'Empire de Fer, dont le trafic représente sa principale rentrée d'argent. Cette bataille a pour prix la destruction par Lung de la baie de Black Moon, mais la victoire du Clan de l'Ombre et du Royaume de Jade. Shao Kai trouve à Black Moon la 4e pièce du talisman. La dernière est détenue par Shao Lung, dans sa forteresse de la baie de Kun.
Shao Kai, qui résidait durant son enfance dans ce lieu, est le mieux placé pour mener le premier raid sur Kun : un des membres les plus éminents du Clan de l'Ombre, Gamal, a trahi Ped Zeng, emmenant avec lui un prototype de navire développé par le Clan de l'Ombre : l'hydroglisseur Knife, et cherche à le revendre à Shao Lung. Kai est chargé d'éliminer Gamal et de détruire le prototype pour empêcher Lung de s'en servir. Cependant, bien qu'il parvienne à tuer le traître, Kai est capturé par Lung et l'hydroglisseur est remis à flot par l'Empire de Fer. Lung décide de mettre son frère à l'épreuve dans une arène, dont Kai parvient finalement à s'échapper. De plus, il récupère le Knife à son avantage.
Le Royaume de Jade et le Clan de l'Ombre attaquent ensemble la baie de Kun, contraignant l'Empire de Fer, et profitant du fait que Shao Lung et son navire n'y soient pas temporairement. Afin que Shao Kai puisse récupérer la dernière pièce du talisman, Ped Zeng décide d'attaquer le Dragon avant son retour à Kun. Ped Zeng est tué mais parvient à détruire le gouvernail du navire de Lung, le rendant temporairement immobile. Kai, qui a assemblé le Bouclier, est nommé chef du Clan de l'Ombre, et décide d'attaquer le Dragon afin de le couler avant qu'il ne puisse être réparé. Grâce au Bouclier, Kai parvient à retourner la puissance de la Griffe du Dragon contre Lung et vient à bout de son navire amiral. Cependant, Shao Lung parvient à s'échapper jusqu'à sa base secrète, en amont de la rivière de Sang. L'Empire de Fer est vaincu, mais Kai rêve de se venger.
Kai lance le dernier assaut vers la forteresse de Lung, détruisant les derniers navires au service du Khan, puis parvient à l'éliminer enfin, mettant fin à sa quête et rétablissant la paix dans la mer du Dragon.

## Accueil
- GameSpot : 7,9/10[1]